# TV Hechingen 1884
Dernière mise à jour : 21 mars 2011.
Le TV Hechingen 1884 est un club omnisports allemand localisé à Hechingen dans le Bade-Wurtemberg.
Ce club ne dispose plus de section Football, mais bien de nombreuses autres: Athlétisme, Badminton, Basket-ball, Gymnastique, Handball, Natation, Tennis de table et Volley-ball.

## Histoire
La localité d’Hechingen découvrit les activités sportives organisées vers les années 1840. Principalement la Gymnastique et d’autres disciplines pratiquées par les militaires stationnés dans les environs. L’aristocratie et la bourgeoisie locale se mirent à pratiquer également.
Malgré les troubles révolutionnaires qui agitent l’Allemagne et la région, des pionniers eurent envie de fonder un club. Ce fut le Sigmaringen TV 1848. Mais les liens entre les "premiers gymnastes" et le "mouvement démocrate" étaient (trop) étroits. Malgré l’échec de la Révolution de 1848, le gouvernement de Berlin montra son mécontentement avec de rapides enquêtes et autres procès expéditifs. La colère et la méfiance des autorités était d’autant plus grande que les fondateurs du premier club de gymnastique avait choisi un "drapeau rouge" comme étendard ! Tous les interdits gouvernementaux n’arrêtèrent pas ce premier élan sportif et, donc démocratique, qui amena l’activité sportive vers les classes sociale les plus basses de la population allemande.
Le TV Hechingen fut fondé en 1884. Pour son 20e anniversaire, le club qui comptait un peu plus de 200 membres reçut plus de 30 autres cercles aux festivités qu'il organisa.
Le club continua de se développer jusqu’au déclenchement de la Seconde Guerre mondiale.
En 1945, le club fut dissous par les Alliés, comme tous les clubs et associations allemands (voir Directive n°23).

### SV Hechingen
En 1946, un cercle omnisports fut reconstitué sous la dénomination SV Hechingen. Pour la saison 1949-1950, la section football de cette association monta en Oberliga Südwest, la plus haute division de l’époque.

### TV Hechingen 1884
Au début des années 1950, le cercle redevint le TV Hechingen 1884. Il se développa et créa de nombreuses sections différentes.
De nos jours, il ne compte plus de section football.